# Zdeněk Bouše
Zdeněk Bouše (8. srpna 1928 Kasejovice – 19. února 1997 Praha) byl český malíř, grafik a sochař.

## Život
Zdeněk Bouše zažil za války totální nasazení a koncem války se vyučil v pražské tiskárně sazečem. V letech 1945-1949 absolvoval Státní grafickou školu u profesora Josefa Beneše a krátce studoval sochařství na VŠUP u prof. Josefa Wagnera.
Jeho spolužákem na grafické škole byl Vladimír Boudník, se kterým Bouše vedl obsáhlou korespondenci. Bydlel v Praze na Žižkově, ve Vršovicích a v Kralupech a většinu života byl zaměstnán jako dělník - v 70. letech na stavbě Štěchovické přehrady, později na Olšanských hřbitovech. Řada jeho děl se nedochovala a byla zničena při přírodních pohromách, které opakovaně postihly suterénní byt na Žižkově. Zemřel tragicky za nevyjasněných okolností poblíž Prahy.

## Dílo

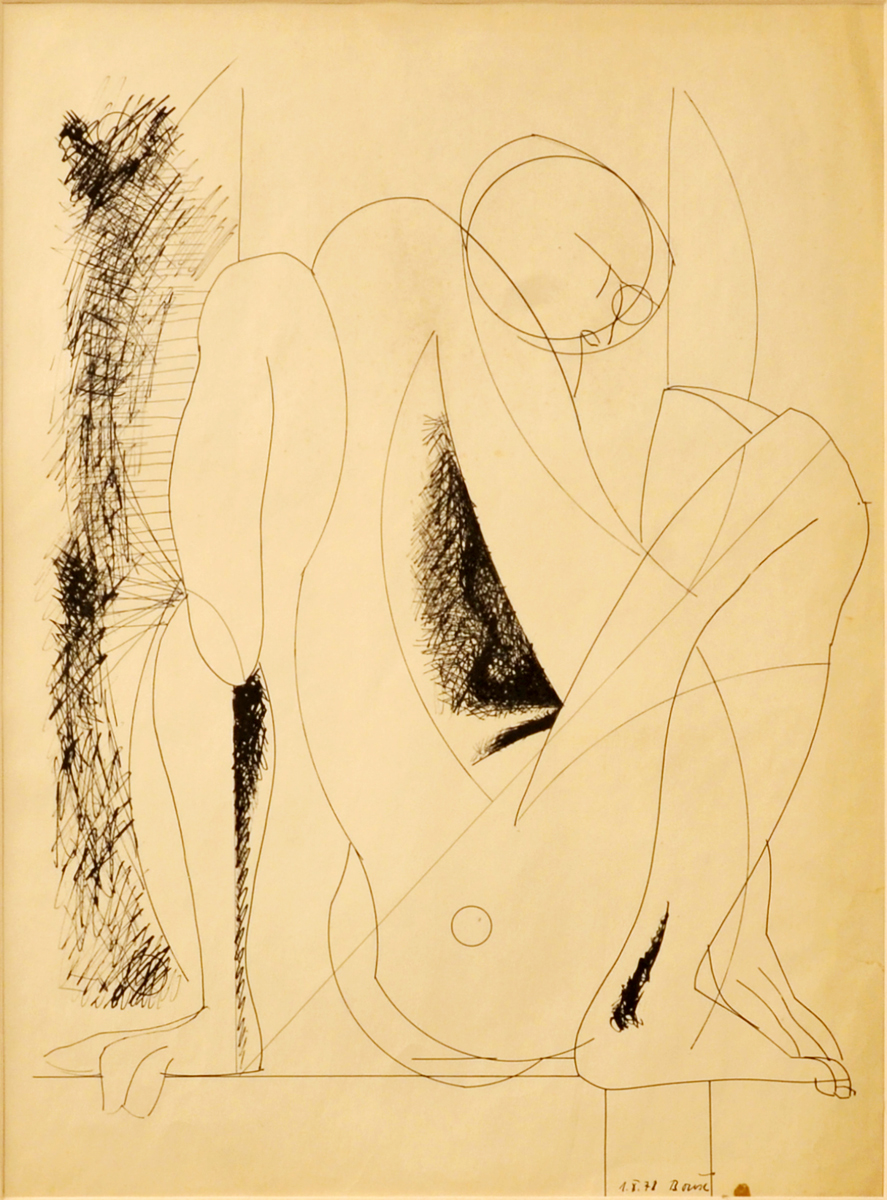
Zdeněk Bouše, kresba tuší, 1978

Na počátku byl Bouše ovlivněn traumatem války a existenciální úzkostí a jeho rané linoryty jsou expresivní, s tématem milenecké dvojice vystavené utrpení a s prvky náboženské mystiky. Také lepty z počátku 60. let jsou figurativní. Jeho další dílo charakterizuje kreativita a technická vynalézavost, ale nelze v něm nalézt systematickou tvůrčí koncepci. Osobitě reagoval na aktuální trendy výtvarného umění a postupně došel až k výtvarnému minimalismu.
Jeho malby ze 60. a 70. let lze zařadit do širšího proudu kubizující lyrické abstrakce. Ze 70. let je cyklus monotypů Divadelní tematika, např. portrét Václava Lohniského (1978). Jeho malířské portréty zachytily Hrabala s Boudníkem (1976), V. Merhauta (1977), J. Kabeše (1977) nebo syna Zdeňka (1973).
V 80. letech dospěl Bouše pod vlivem četby Lao-c’ ve svých leptech až k zenové jednoduchosti a čistotě (Čárová abstrakce, 1981-1983).
Koncem 80. let Bouše vytvořil i řadu portrétů Bohumila Hrabala - k těm nejznámějším patří černobílá silueta s velkým, naslouchajícím uchem - plakát Velé ucho (linoryt, 1989)

### Výstavy (výběr)
- 1995 Zdeněk Bouše: Grafikáinak Kiállítására, Duna múzeum, Esztergom
- 2007 Zdeněk Bouše: komorní retrospektiva, Rožmberský dům, Soběslav
- 2008 Zdeněk Bouše: Práce na papíře ze 40. až 60. let, Galerie Ztichlá klika, Praha
- 2008 Zdeněk Bouše: Práce na papíře ze 70. až 90. let, Galerie Ztichlá klika, Praha
- 2009 	Těžký úděl 1945 - 1950, Galerie Ztichlá klika, Praha
- 2014 	Pražská imaginace, DOX, Malá věž, Praha